# Rado Iršič
Rado Iršič-Gregl , slovenski komunist in narodni heroj, * 17. september 1910, Mislinja, † 12. december 1941, Maribor.

## Življenjepis
Iršič je študiral v Zagrebu, kjer je končal visoko ekonomsko - komercialno šolo in pridobil naziv inženir. Od leta 1933 je sodeloval v levičarskem akademskem klubu »Triglav« in pri raznih stavkah in demonstracijah. Član KPJ je postal 1936. Kot revizor je deloval v »Savezu nabavne zadruge državnih službenika« v Beogradu in v sindikatu bančnih nameščencev »Botič«. Leta 1939 in pozneje je sodeloval pri organizaciji stavk nameščencev in protidraginjskih akcijah. Kot organizator stavke je bil decembra 1940 aretiran in v zaporu hudo mučen. Po prihodu iz zapora je bil urednik naprednega časopisa »Ljudska pravica« in sodeloval pri demonstracijah 27. marca 1941 v Beogradu proti pristopu Kraljevine Jugoslavije k trojnemu paktu. Ob kapitulaciji Jugoslavije je pobegnil iz vojske in se vrnil na Štajersko. Do srede leta 1941 je organiziral NOB v Mislinjski, Šaleški, Mežiški in Dravski dolini ter bil nato sekretar mestnega odbora OF Maribor. Kot član Pokrajinskega komiteja KPS je  sodeloval pri organizaciji vstaje na širšem območju Maribora. Zaradi izdaje je bil v spopadu z gestapom ustreljen na Prisojni ulici v Mariboru.

## Odlikovanja
- Red narodnega heroja